# РАФИ
РАФИ (ивр. רפ"י‎, аббревиатура от ивр. רשימת פועלי ישראל‎ — Рабочий список Израиля) — левоцентристская израильская политическая партия, парламентский список в Кнессете, основанная вышедшим из МАПАЙ вследствие разногласий с Леви Эшколем по «делу Лавона» бывшим премьер-министром Израиля Давидом Бен-Гурионом в 1965 году. За Бен-Гурионом в новую партию последовали Шимон Перес, Моше Даян, Хаим Херцог, Тедди Коллек, Ицхак Навон. В 1968 году, в рамках формирования израильской лейбористской партии, РАФИ вместе с МАПАЙ и Ахдут ха-Авода стала ядром новой партии Авода.